# Landschaftsschutzgebiet Buchenwald-Obstwiesenkomplex in Hedderhagen (Detmold)

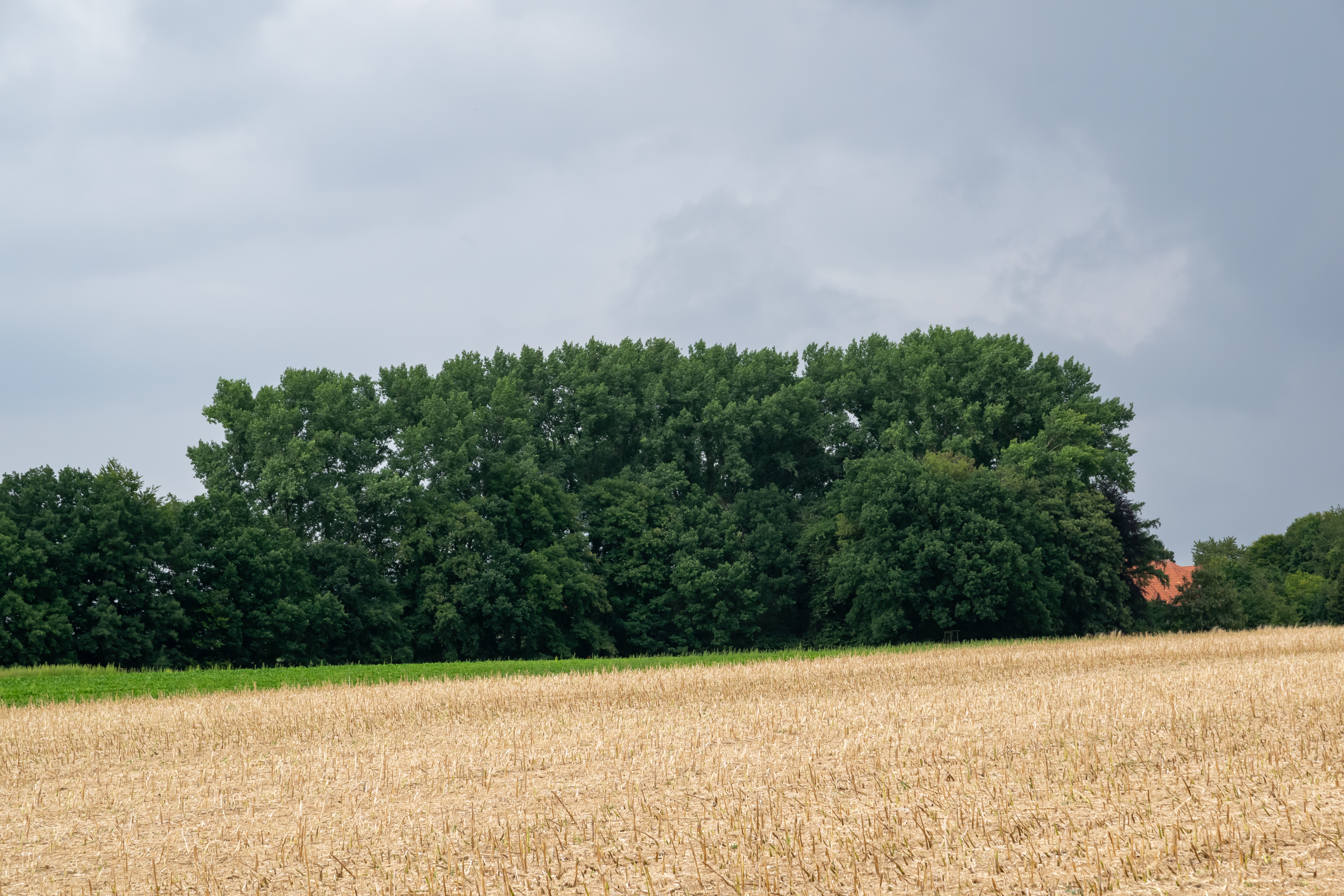
Landschaftsschutzgebiet Buchenwald-Obstwiesenkomplex in Hedderhagen im Hintergrund

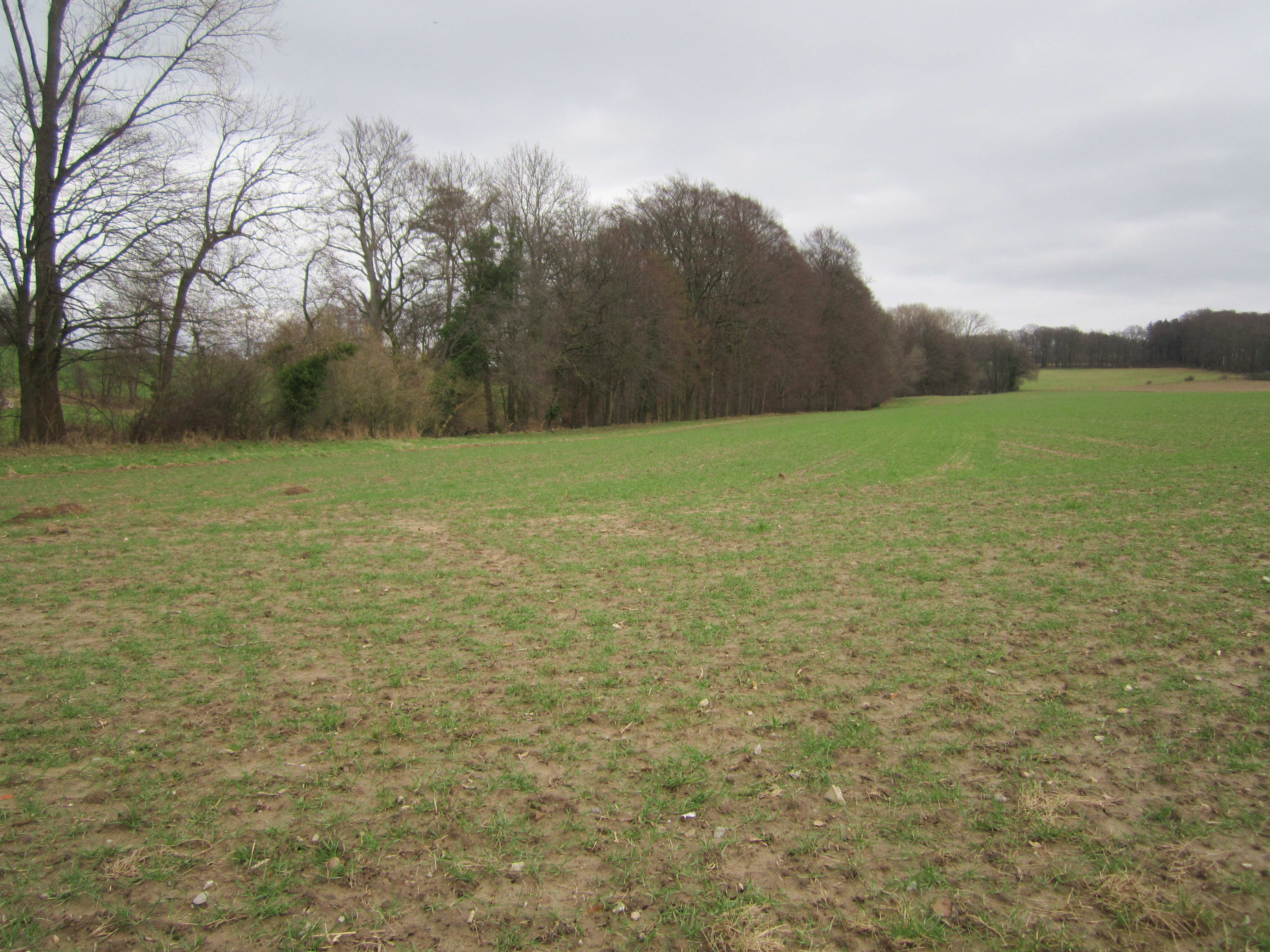
Waldbereich in unbelaubten Zustand

Das Landschaftsschutzgebiet Buchenwald-Obstwiesenkomplex in Hedderhagen (Detmold) mit etwa 1 ha Flächengröße liegt westlich von Hedderhagen im Stadtgebiet von Detmold. Es wurde 2006 mit dem Landschaftsplan Detmold durch den Kreistag des Kreises Lippe als Landschaftsschutzgebiet (LSG) ausgewiesen.

## Beschreibung
Das LSG umfasst an Steilhängen eines schmalen Kerbtals einen Buchenwald. In der Aue des Baches dominieren Pappeln, Bergahorne und Vogelkirschen. Ein namenloser Bach stellt die Stadtgrenze zu Lage dar. Im westlichen Bereich des LSG ist der namenlose Bach begradigt und nur ein schmaler Randstreifen des Baches gehört hier zu LSG.
Im Stadtgebiet von Lage grenzt direkt das Landschaftsschutzgebiet Buchenwald/Obstwiesenkomplex bei Hedderhagen an.

## Schutzzwecke für das LSG
Laut Landschaftsplan erfolgte die Ausweisung des LSG
- „zur Erhaltung und Wiederherstellung der Leistungsfähigkeit des Naturhaushaltes in ökologisch besonders wertvoll strukturierten Bereichen mit Wasser-, Klima- und Biotopschutzfunktionen,“
- „zur Erhaltung und Wiederherstellung von Quellbereichen und naturnahen Fließgewässern, Wald- und Grünlandbereichen unterschiedlicher Feuchtestufen, Feldgehölzen, Hecken und Obstwiesen,“
- „zur Erhaltung morphologisch ausgeprägter Bereiche zur Sicherung der landschaftlichen Eigenart und Vielfalt für die Erholung,“
- „zur Erhaltung wertvoller Biotopkomplexe aus Wald-Grünlandbereichen, Fließgewässern und Quellen sowie Biotopen nach § 62 LG mit wichtigen Refugial-, Puffer-, Trittstein- und Vernetzungsfunktionen,“
- „zur Erhaltung und Wiederherstellung wichtiger Rückzugsräume für die bedrohte Tier- und Pflanzenwelt,“
- „zur Sicherung der das Orts- und Landschaftsbild gliedernden und belebenden und die dörflichen Siedlungsstrukturen prägenden Freiraumelemente.“[1]

## Rechtliche Vorschriften
Im Landschaftsschutzgebiet ist unter anderem das Errichten von Bauten und Fischteichen verboten. Grün- und Brachland darf nicht in eine andere Nutzungsart umgewandelt oder umgebrochen werden.